# Центральноафриканская Республика
Центральноафрика́нская Респу́блика (сокращенно ЦАР) (фр. Republique Centrafricaine (RCA) [ʁe.py.bˈlik sɑ̃tʁafʁiˈkɛn]; санго Ködörösêse tî Bêafrîka [kōdōrōsésè tí bé.àfríkà], иногда Центра́льная А́фрика) — государство в Центральной Африке, не имеющее выхода к морю.
Граничит на северо-востоке с Суданом, на востоке с Южным Суданом, на юге — с Демократической Республикой Конго, на юго-западе — с Республикой Конго, на западе — с Камеруном, на севере — с Чадом. Одна из самых малонаселённых стран Африки, одна из самых бедных стран мира.
В стране с 2012 года идёт межконфессиональная гражданская война с мусульманским меньшинством страны, перешедшая в открытую войну между христианами и мусульманами. Многие мусульмане были вынуждены бежать в соседние страны ради спасения.

## Этимология
В колониальный период с 1903 по 1958 г. владение Франции носило название Убанги-Шари (фр. Oubangui-Chari) от гидронимов рек Убанги, впадающей в реку Конго, и Шари, впадающей в озеро Чад. Незадолго до провозглашения независимости страна получила название «Центральноафриканская Республика» по своему географическому положению.

## Физико-географическая характеристика

Рельеф ЦАР

Поверхность страны представляет собой волнистое плоскогорье высотой от 600 до 900 метров, разделяющее бассейны реки Конго и озера Чад. В его пределах выделяют восточную и западную части. Восточная часть имеет общий уклон к югу, к рекам Мбому (Бому) и Убанги. На севере находится массив Фертит, состоящий из групп изолированных гор и хребтов (высотой более 900 метров) Абурасейн, Дар-Шалла и Монго (свыше 1370 м). На юге местами возвышаются скальные останцы (местное название — «кагас»). Главные реки на востоке страны — Шинко и Мбари — судоходны в нижних течениях; выше прохождению судов препятствуют пороги. На западе плоскогорья расположены массив Яде, продолжающийся в Камеруне, отдельные останцы-кагас и субширотно ориентированные горсты, ограниченные разломами. Пологоволнистое плато, сложенное белыми песчаниками, простирается между Берберати, Буаром и Бодой.
Климат и растительность меняются с севера на юг. Только на юго-западе сохранились густые влажные тропические леса; по направлению к северо-востоку леса по долинам рек сменяются саванновыми редколесьями и злаковниками. На севере среднее годовое количество осадков составляет 1250 мм в год, они выпадают преимущественно с июля по сентябрь, а также в декабре-январе. Средняя годовая температура — +27 °С, а на юге — +25 °С. Среднее годовое количество осадков превышает 1900 мм; влажный сезон длится с июля по октябрь; декабрь и январь — сухие месяцы.

## История

### Древность
Древнейшая история народов Центральноафриканской Республики мало изучена. Из-за удалённости от океанов и наличия труднодоступных районов эта страна вплоть до XIX века оставалась на европейских картах белым пятном. Обнаруженные при добыче алмазов в бассейне реки Убанги орудия каменного века дают основание считать, что в древности многие центральноафриканские равнины были обитаемы. Найденные в начале 60-х годов XX века антропологом Пьером Видалем на юго-западе страны, возле Лобае, камни высотой 3 м относятся к эпохе неолита. Среди народа гбайя они известны под названием «таджуну», то есть «стоячие камни».
Издавна по территории страны проходили пути многочисленных миграций африканских народов, и это в значительной степени повлияло на её заселение. Первыми жителями на этой территории, по-видимому, были пигмеи. О существовании земель к западу от истоков Нила, населённых тёмнокожими народами, было известно древним египтянам. Расшифрованные надписи на египетских памятниках рассказывают о стране Уам (в районе рек Мобаи и Кембе), населённой «чёрными карликами — пигмеями». На древнеегипетских географических картах реки Убанги и Уэле назывались Чёрным Нилом и были соединены с Белым Нилом в одну реку.

### XV век
Район современной территории Центральноафриканской Республики оказался между сильным феодальным государством Канем-Борно на севере (образовалось в XV веке на западном берегу озера Чад) и христианским королевством Конго на юге (сложилось в XIV веке в низовьях реки Конго), которые имели тесные торговые связи.

### XV—XVI века
На территории Центральноафриканской Республики находилось государство Гаога. Оно было образовано восставшими рабами. Основным занятием населения являлось скотоводство. Конная армия Гаоги имела оружие, выменянное у египетских торговцев. Найденные остатки домашней утвари имеют христианские символы, которые говорят нам о том, что в Гаоге жили христиане.

### XVII век
Территория Центральноафриканской Республики была заселена местными убангийскими племенами: гбанзири, бурака, санго, якома и нзакара. В это же время близ северо-восточных границ территории страны образовались новые феодальные государства: Багирми, Вадай и Дарфур. Население этих государств находилось в зависимости от арабов и подвергалось насильственной исламизации. Суданские народности, сопротивлявшиеся насаждению ислама, вынуждены были уходить в глубинные районы территории. Так племена сара, гбайя (байя), банда появились в центральноафриканской саванне. Гбайя направились на запад и обосновались на территории северо-восточного Камеруна, ДРК и на западе территории ЦАР. Банда расселились по всей территории от реки Котто на востоке до реки Санга на западе. Сара остановились в бассейне рек Лагоне и Шари на севере ЦАР. С приходом суданских народов местные племена вынуждены были потесниться и сконцентрировались на берегах Убанги. В верховья этой реки из района озера Чад пришли племена азанде. Добыча рабов на территории ЦАР была главным источником богатств государств Дарфур и Вадаи. По территории ЦАР через Дарфур в Египет проходил древний караванный путь, по которому на Ближний Восток везли слоновую кость и рабов. К середине XVIII века охотники за рабами практически опустошили эти места.

### XVIII век
Обширные области в районе притоков Шари — Аук и Азум были заняты племенами гула, которые занимались рыболовством и торговлей. Язык гула был широко распространён в бассейне верхней Шари. Немного позже, в начале XIX века, на убангийское плато с востока пришли земледельческие племена. Племена сабанга занимали площадь огромного четырёхугольника между Шари и Убанги, а также в среднем течении Котто. Племена крейш населяли верхнее Котто и бассейн Шинко. В районах от реки Котто до Дарфура жили многочисленные племена йулу, кара, бинга, шалла, бонго и др., которые почти полностью исчезли. В это же время часть народа гбайя, осевшая ранее в Заире и называвшая себя «манджа», то есть земледельцы, заселила центр бассейна Убанги-Шари.

### XIX—XX века (до обретения независимости)
Европейцы (французы и бельгийцы) начали появляться здесь в 1884—1885 годах. В 1889 году экспедиция полковника М. Долизи добралась до порогов реки Убанги и основала форт Банги. В 1893 году рядом с фортом обосновалась первая католическая миссия.
В 1894 и 1897 годах французские власти заключили договоры соответственно с Германией и Великобританией о начертании границ между колониальными владениями. В результате были оформлены современные восточная и западная границы нынешней ЦАР. Покорение территории было завершено после кровавых боёв в начале XX века. В 1903 году было официально оформлено формирование колониальной территории Убанги-Шари. В 1907, 1919—1921, 1924—1927, 1928—1931 годах на территории современной Центральноафриканской Республики отмечались восстания коренного населения, подавлявшиеся чрезвычайно жестоко, в ряде районов население сократилось на 60-80 %.
С начала 1920-х годов французские колонизаторы внедрили в стране новые сельскохозяйственные культуры — хлопок и кофе. Были открыты месторождения золота и алмазов. Возникла буржуазия из местных жителей-африканцев.
В послевоенный период была создана первая политическая партия и избран первый депутат от Убанги-Шари во французский парламент. Им стал Бартелеми Боганда, который считается отцом-основателем Центральноафриканской Республики. Он был и автором современного флага ЦАР и слов Гимна Центральноафриканской Республики. Всего за 8 дней до последних выборов колониальной эры и до обретения независимости Боганда погиб в авиакатастрофе.

### Период независимости
13 августа 1960 Центральноафриканская Республика провозглашена независимым государством. Первым президентом стал Давид Дако. В Центральноафриканской Республике была установлена однопартийная система: партия МЕСАН (Движение социальной эволюции Чёрной Африки) объявлена единственной политической партией страны.

#### Бокасса и его Империя (1965—1979)

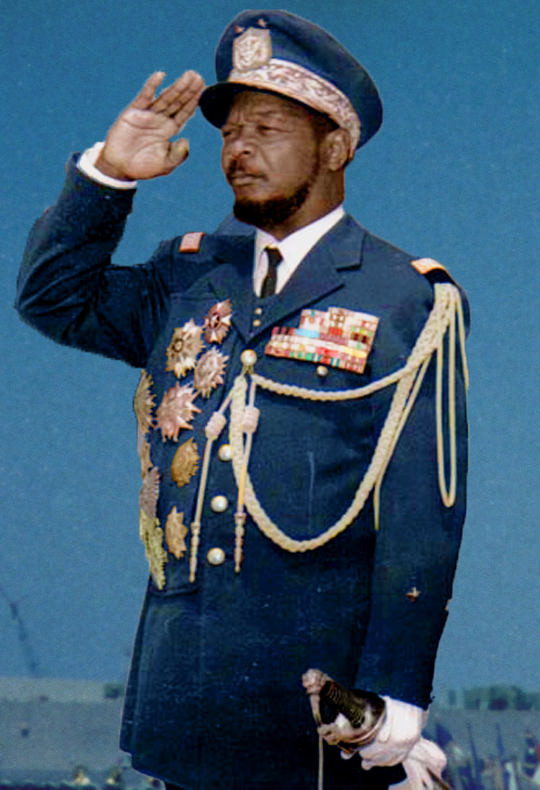
Жан-Бедель Бокасса, самопровозглашённый император Центральной Африки

1 января 1966 произошёл военный переворот. Президентом страны, главой правительства и председателем МЕСАН стал начальник штаба армии Центральноафриканской Республики полковник Жан-Бедель Бокасса. Парламент Центральноафриканской Республики был распущен, конституция отменена.
Период правления Бокассы был отмечен катастрофического размера коррупцией и различными экстравагантными предприятиями — так, например, в декабре 1976 года Бокасса короновал сам себя как императора, страну переименовал в Центральноафриканскую империю (ЦАИ). Церемония коронации обошлась в 25 млн долларов США.
В конце 1970-х годов экономическая ситуация в Центральноафриканской Республике резко ухудшилась. В апреле 1979 начались антиправительственные демонстрации, произошли столкновения с полицией.
В сентябре 1979 в ходе операции «Барракуда» Бокассу свергли французские десантники, вслед за тем страну снова возглавил Давид Дако, по приглашению которого формально акция и была проведена. Была восстановлена республика.

#### Правление Колингбы
Дако, в свою очередь, был смещён в ходе бескровного переворота 1 сентября 1981 года начальником Генштаба вооружённых сил Центральноафриканской Республики генералом Андре Колингбой, под давлением Запада уступившим власть в начале 1990-х годов «демократически» избранным властям. Стабильности стране это не принесло, с ноября 1984 года появлялись сообщения о вооружённых столкновениях с оппозицией на севере страны. Последовала серия переворотов и контрпереворотов, проходивших на фоне социальной нестабильности и ухудшения экономического положения.

#### Гражданские войны
До марта 2013 года у власти находился руководитель одержавшей победу в Гражданской войне 2001—2003 годов фракции Франсуа Бозизе. Наибольшую опасность для стабильности страны представляет бандитизм различных групп, претендующих на политическое оформление, на севере страны.
В 2012—2013 годах на территории страны действовала мятежная коалиция «Селека». Группировка проводила военные действия против официальных властей и армии ЦАР. Поддержку войскам ЦАР оказывают международные силы (ФОМУК). Вечером 24 марта 2013 года повстанцы вошли в столицу Центральноафриканской Республики, и их лидер Мишель Джотодиа провозгласил себя президентом страны, пообещав в скором времени организовать выборы, а 1 апреля заявил о формировании временного правительства. В январе 2014 года подал в отставку.
5 декабря 2013 года Совета Безопасности ООН, учитывая ситуацию в стране, на 7072-м заседании принял резолюцию 2127 (2013) и ввёл санкции ООН против ЦАР, включающие в себя запрет на поездки лиц, определённых комитетом Совета Безопасности, учреждённым резолюцией 2127 (2013), оружейное эмбарго, обязательную утилизацию изъятых предметов, попадающих под действие санкций, заморозку всех денежных средств, других финансовых активов и экономических ресурсов, которые имеются на их территории и находятся прямо или косвенно в собственности или под контролем физических или юридических лиц, включённых Комитетом в санкционный перечень.
В феврале 2016 года на президентских выборах победил ректор столичного университета Фостен-Арканж Туадера. Охрану президента с начала 2018 года осуществляют спецподразделения из России. Тогда же началось перевооружение армии российским оружием и обмундированием.
В середине марта 2021, по словам местного депутата Росни Декальве Ченгабы, боевики из Судана вторглись на территорию ЦАР. Вооружённые люди из суданского Дарфура оккупировали город Тирунгулу в северном регионе Вакага.

#### Группа Вагнера и отношения с Россией
В марте 2018 года в ЦАР были направлены пять российских военных и 170 российских гражданских инструкторов для подготовки местных военнослужащих. Россия также начала в ЦАР реализацию поисковых горнорудных концессий. Помимо официальных военных в ЦАР присутствуют наёмники из России, ЧВК «Вагнер», подконтрольные Евгению Пригожину.
21 августа 2018 года в рамках Международного военно-технического форума «Армия-2018» министр обороны РФ Сергей Шойгу и министр национальной обороны и восстановления армии ЦАР Мари-Ноэль Койяра подписали Соглашение о военном сотрудничестве между Россией и ЦАР. Министр обороны ЦАР госпожа Мари-Ноэль Койяра подчеркнула «особую роль» России в политическом урегулировании конфликта в стране и не исключила возможности размещения в ЦАР российской военной базы.
В конце декабря 2020 года, в связи с активизацией незаконных вооруженных группировок накануне президентских и парламентских выборов, по просьбе правительства ЦАР в страну прибыли 300 российских инструкторов для обучения военнослужащих национальной армии. Соответствующее уведомление было передано российской стороной в Комитет Совета безопасности ООН 2127 по санкциям в отношении ЦАР.
К концу марта 2021 года армия ЦАР при поддержке российских инструкторов и союзников из Руанды смогла освободить более 30 городов. По сообщению МИД России от 19 апреля 2021 года, в ЦАР находились более 500 российских инструкторов. В середине апреля того же года было объявлено о планах России инвестировать в экономику ЦАР порядка 11 млрд долларов.
В конце 2021 года Совет Безопасности ООН продлил действие и изменил условия санкций в отношении ЦАР, сняв эмбарго на поставки оружия вооружённым силам ЦАР, но оставив в силе запрет на поставки оружия другим сторонам конфликта, изменив условия обязательной утилизации, заморозки активов и запрета на поездки определённых лиц.
30 июля 2024 года СБ ООН единогласно принял резолюцию об отмене оружейного эмбарго в отношении ЦАР

## Административное деление
Центральноафриканская республика — унитарное государство. Территория ЦАР разделена на 17 префектур.
Столичный город Банги выделен в особую административную единицу, приравненную к префектуре.
| Административное деление Центральноафриканской Республики на префектуры | Административное деление Центральноафриканской Республики на префектуры | Административное деление Центральноафриканской Республики на префектуры | Административное деление Центральноафриканской Республики на префектуры | Административное деление Центральноафриканской Республики на префектуры | Административное деление Центральноафриканской Республики на префектуры | Административное деление Центральноафриканской Республики на префектуры |
| ----------------------------------------------------------------------- | ----------------------------------------------------------------------- | ----------------------------------------------------------------------- | ----------------------------------------------------------------------- | ----------------------------------------------------------------------- | ----------------------------------------------------------------------- | ----------------------------------------------------------------------- |
| Префектуры Центральноафриканской Республики                             |                                                                         |                                                                         |                                                                         |                                                                         |                                                                         |                                                                         |
| №                                                                       | Префектура                                                              | Префектура (фр.)                                                        | Адм. центр                                                              | Площадь, (км²)                                                          | Население, (2003) чел.                                                  | Плотность, чел./км²                                                     |
| 1                                                                       | Баминги-Бангоран                                                        | Bamingui-Bangoran                                                       | Нделе                                                                   | 58 200                                                                  | 43 229                                                                  | 0,74                                                                    |
| 2                                                                       | Банги                                                                   | Bangui                                                                  | Банги                                                                   | 67                                                                      | 622 771                                                                 | 9295,09                                                                 |
| 3                                                                       | Вакага                                                                  | Vakaga                                                                  | Бирао                                                                   | 46 500                                                                  | 52 255                                                                  | 1,12                                                                    |
| 4                                                                       | Верхнее Котто                                                           | Haute-Kotto                                                             | Бриа                                                                    | 86 650                                                                  | 90 316                                                                  | 1,04                                                                    |
| 5                                                                       | Верхнее Мбому                                                           | Haut-Mbomou                                                             | Обо                                                                     | 55 530                                                                  | 57 602                                                                  | 1,04                                                                    |
| 6                                                                       | Кемо                                                                    | Kémo                                                                    | Сибю                                                                    | 17 204                                                                  | 118 420                                                                 | 6,88                                                                    |
| 7                                                                       | Лобае                                                                   | Lobaye                                                                  | Мбаики                                                                  | 19 235                                                                  | 246 875                                                                 | 12,83                                                                   |
| 8                                                                       | Мамбере-Кадеи                                                           | Mambéré-Kadéï                                                           | Берберати                                                               | 30 203                                                                  | 364 795                                                                 | 12,08                                                                   |
| 9                                                                       | Мбому                                                                   | Mbomou                                                                  | Бангасу                                                                 | 61 150                                                                  | 164 009                                                                 | 2,68                                                                    |
| 10                                                                      | Нана-Гребизи                                                            | Nana-Grebizi                                                            | Кага-Бандоро                                                            | 19 996                                                                  | 117 816                                                                 | 5,89                                                                    |
| 11                                                                      | Нана-Мамбере                                                            | Nana-Mambéré                                                            | Буар                                                                    | 26 600                                                                  | 233 666                                                                 | 8,78                                                                    |
| 12                                                                      | Нижнее Котто                                                            | Basse-Kotto                                                             | Мобае                                                                   | 17 604                                                                  | 249 150                                                                 | 14,15                                                                   |
| 13                                                                      | Омбелла-Мпоко                                                           | Ombella-Mpoko                                                           | Бимбо                                                                   | 31 835                                                                  | 356 725                                                                 | 11,21                                                                   |
| 14                                                                      | Санга-Мбаэре                                                            | Sangha-Mbaéré                                                           | Нола                                                                    | 19 412                                                                  | 101 074                                                                 | 5,21                                                                    |
| 15                                                                      | Уака                                                                    | Ouaka                                                                   | Бамбари                                                                 | 49 900                                                                  | 276 710                                                                 | 5,55                                                                    |
| 16                                                                      | Уам                                                                     | Ouham                                                                   | Босангоа                                                                | 50 250                                                                  | 369 220                                                                 | 7,35                                                                    |
| 17                                                                      | Уам-Пенде                                                               | Ouham-Pendé                                                             | Бозум                                                                   | 32 100                                                                  | 430 506                                                                 | 13,41                                                                   |
| Всего                                                                   | Всего                                                                   | Всего                                                                   | Всего                                                                   | 622 436                                                                 | 3 895 139                                                               | 6,26                                                                    |

## Население

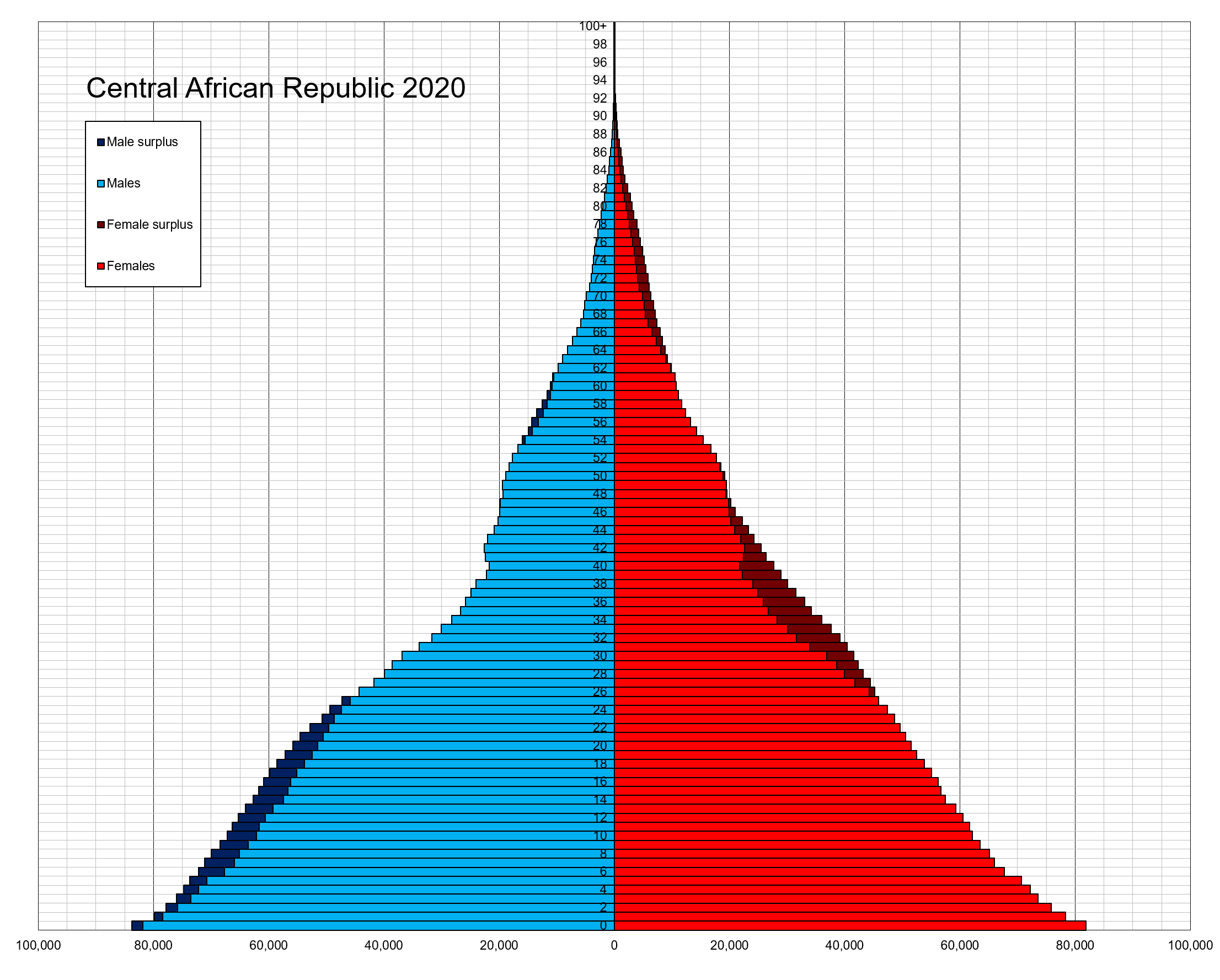
Возрастно-половая пирамида населения ЦАР на 2020 год

Численность населения — 5,9 миллиона (перепись на июль 2020 года).
Годовой прирост — 2,09 % (фертильность — 4,14 рождения на женщину, младенческая смертность — 80,6 на 1000).
Средняя продолжительность жизни — 53 года у мужчин, 56 лет у женщин.
Заражённость вирусом иммунодефицита (ВИЧ) — 3,6 % (оценка 2018 года).
Этнический состав: почти 90 % населения — племена группы нигер-конго: гбайя (28,8 %) — выходцы из Нигерии, банда (22,9 %) — выходцы из Судана (Дарфур), нгбанди (часть которых живёт в Конго), занде, мбум, мака и др.
Из племён центральносуданской группы самое крупное — сара (7,9 %), которые являются наследниками цивилизации Сао. Грамотность — 37,4 % (оценка 2018 года).

### Языки
Французский и санго — официальные языки ЦАР. Есть и племенные языки. Всего, по данным университета Уагадугу в столице Буркина-Фасо, в ЦАР разговаривают на 120 языках, из которых 92 не встречаются и не используются за пределами страны.
В университетах преподают английский, китайский, испанский и русский языки. В 2021 было объявлено, что литературный русский язык станет обязательным для преподавания в университетской среде ЦАР с 2022—2023 учебного года начиная с программ бакалавриата. Русский сменит испанский и станет обязательным для изучения вместе с французским. Введение обязательного изучения русского языка для программ магистратуры находится в стадии обсуждения и проработки.
В образовании для глухих в ЦАР используется американский жестовый язык, введённый глухонемым американским миссионером Эндрю Фостером.

### Религиозный состав
90 % от 5,9-миллионного населения республики составляют христиане, из них более 50 % — протестанты, которые представлены баптистами (Баптистский комитет) и лютеранами (Центрально-африканская церковь), 29 % — католики.
Многие из мусульман, которых до начала межконфессионального конфликта в марте 2013 в ЦАР насчитывалось около 750 тысяч человек (15 %), спасаются в соседних государствах Чаде и Камеруне.

## Государственное устройство
Согласно Конституции, Центральноафриканская республика — президентская республика. Глава государства — президент, избирается населением на 5-летний срок (не более двух сроков подряд).
Глава правительства — премьер-министр, назначаемый и отрешаемый от должности президентом республики. Срок полномочий премьер-министра не ограничен. При назначении премьер-министра и формировании правительства не требуется участия законодательного органа власти. Министры правительства назначаются президентом по рекомендации премьер-министра.
Национальное собрание — однопалатный законодательный (представительный) орган, состоящий из 105 депутатов, избираемых населением напрямую на 5-летний срок по одномандатным округам по мажоритарной избирательной системе абсолютным большинством голосов. По результатам всеобщих выборов 2020—2021 годов в Национальной Ассамблее представлены 28 партий и 56 независимых депутатов, 5 партий (от 7 до 13 депутатов) имеют собственные парламентские фракции, 23 депутата представляют малые партии.

## Вооружённые силы
Центральноафриканская республика имеет вооружённые силы, состоящие из:
Сухопутные войска — численность около 2000 человек. На вооружении находится некоторое количество бронетехники, артиллерийских систем и стрелковое оружие.
Силы речного десанта (в составе сухопутных войск) — численность неизвестна. На вооружении несколько надувных катеров с полужёстким корпусом.
Республиканская гвардия — численность около 1000 человек, является частью вооружённых сил, но входят в структуру Министерства внутренних дел. На вооружении стрелковое оружие.
Национальная полиция — численность неизвестна.
Военно-воздушные силы (фр. Force Aérienne Centrafricaine) — численность около 150 человек. На вооружении лёгкие транспортные самолёты и многоцелевые вертолёты.
Союзный контингент — на территории страны находятся войска для поддержания спокойствия в стране и предотвращения новой гражданской войны.
По сообщению РИА Новости, 29 мая 2023 года посол ЦАР в России Додону-Пунгаза заявил о желании республики иметь на своей территории российскую военную базу численностью 5000 - 10000 человек.

## Экономика
ЦАР обладает существенными природными ресурсами — месторождениями алмазов, урана, золота, нефти, лесными и гидроэнергетическими ресурсами. Тем не менее, ЦАР остаётся одной из самых бедных стран мира. В 2020 году ВВП по ППС составлял 4,7 млрд долларов США (972 доллара на душу населения).
Основа экономики — сельское хозяйство и лесозаготовки (55 % ВВП). Культивируются хлопок, кофе, табак, маниок, ямс, просо, кукуруза, бананы.
Промышленность (20 % ВВП) — добыча золота и алмазов, лесопилки, пивоварни, обувные мастерские.

### Внешняя торговля
Через Центральноафриканскую Республику проходят два транс-африканских автодорожных маршрута:
- Шоссе Лагос-Момбаса
- Шоссе Триполи-Кейптаун

По состоянию на 2016 год экспорт ЦАР составил 166 млн долл. США: Лесоматериалы и пиломатериалы, фрукты, хлопок и алмазы.
В самый удачный 2017 экспорт составил 197 млн долл, импорт — 418 млн долл., всего торговля 615 млн долл.
Основные покупатели: Франция 24 % (40,7 млн долл. США), Беларусь 20 % (32,9 млн долл. США), Китай 17 % (28,8 млн долл. США), Бурунди 7,6 % (12,6 млн долл. США)
Импорт — 455 млн долл. США — продовольствие, текстиль, нефтепродукты, промышленная продукция, автомобили, лекарства.
Основные поставщики: Франция 18 % (83,8 млн долл. США), Япония 8,9 % (40,5 млн долл. США), США 8,9 % (40,3 млн долл. США), Китай 8,7 % (39,4 млн долл. США) и Италия 6,2 % (28,4 млн долл. США).
Входит в международную организацию стран АКТ.

## СМИ
Государственная телерадиокомпания — ORTCA (l’Office de Radiodiffusion et Télévision Centrafricaine — «Управление Центральноафриканского радиовещания и телевидения») включает в себя радиостанцию Radio Centrafrique (запущена в 1958 году) и телеканал TVCA (Télévision Centrafricaine «Центральноафриканское телевидение»; запущен в 1974 году).

### Комментарии
1. ↑  В ЦАР имеются подтвержденные запасы алмазов, золота и урана

### Сноски
1. ↑  Атлас мира: Максимально подробная информация / Руководители проекта: А. Н. Бушнев, А. П. Притворов. — М.: АСТ, 2017. — С. 64. — 96 с. — ISBN 978-5-17-10261-4.
2. ↑  Central African Republic (англ.) // The World Factbook. — Central Intelligence Agency. Архивировано 24 декабря 2018 года.
3. ↑  Центрально Африканская Республика :: Люди и социум (англ.). Дата обращения: 28 октября 2023. Архивировано 24 декабря 2018 года.
4. 1 2 3 4 5  World Economic Outlook Database, October 2019 – Report for Selected Countries and Subjects (англ.). International Monetary Fund (IMF) (11 октября 2019). Дата обращения: 11 марта 2020. Архивировано 28 мая 2020 года.
5. ↑  Human Development Indices and Indicators (англ.). Программа развития ООН. — Доклад о человеческом развитии на сайте Программы развития ООН. Дата обращения: 15 декабря 2020. Архивировано 15 декабря 2020 года.
6. ↑  Central African Republic adopts bitcoin as legal currency (амер. англ.). news.yahoo.com. Дата обращения: 27 апреля 2022. Архивировано 27 апреля 2022 года.
7. ↑  http://chartsbin.com/view/edr
8. ↑  Написание даётся согласно картам Роскартографии и правилам русской орфографии. Согласно действующим в настоящий момент правилам русской орфографии и пунктуации, утверждённым в 1956 году Академией наук СССР, Министерством высшего образования СССР и Министерством просвещения РСФСР, через дефис пишутся прилагательные, «входящие в состав географических собственных имён и начинающиеся с восточно-, западно-, северно- и северо-, южно- и юго-» (параграф 81, пункт 4) http://www.rusyaz.ru/pr/od03.html Архивная копия от 16 декабря 2013 на Wayback Machine. В изданных в 2000 году правилах русского языка и пунктуации под редакцией В. В. Лопатина список частей сложных географических названий был дополнен словом «Центрально-»: «в названиях, начинающихся на Северо- (и Северно-), Юго- (и Южно-),Восточно-, Западно-, Центрально-, с прописной буквы пишутся (через дефис) оба компонента первого сложного слова» (параграф 169) http://orthographia.ru/orfografia.php?sid=84 Архивная копия от 19 августа 2019 на Wayback Machine; Русский орфографический словарь: около 180 000 слов [Электронная версия] / О. Е. Иванова, В. В. Лопатин (отв. ред.), И. В. Нечаева, Л. К. Чельцова. — 2-е изд., испр. и доп. — М.: Российская академия наук. Институт русского языка имени В. В. Виноградова, 2004. — 960 с. — ISBN 5-88744-052-X.; Лопатин В. В., Нечаева И. В., Чельцова Л. К. Прописная или строчная?: Орфографический словарь. — М.: Эксмо, 2009. — 512 с. — (Библиотека словарей ЭКСМО). — 3000 экз. — ISBN 978-5-699-20826-5. Однако этот вариант правил не был официально утверждён и принят. http://www.intelros.ru/readroom/nz/nz_71/6973-istoriya-s-orfografiej-neudavshiesya-reformy-russkogo-pravopisaniya-vtoroj-poloviny-xx-veka.html Архивная копия от 6 сентября 2013 на Wayback Machine. Таким образом, по действующим правилам орфографически правильным является написание Центральноафриканская Республика.
9. ↑  Поспелов, 2002, с. 453.
10. ↑  США закрыли своё диппредставительство в столице ЦАР. // Российская газета. 28 декабря 2012. Архивировано 29 декабря 2012. Дата обращения: 8 января 2013.
11. ↑  ФОМУК: Дальнейшее наступление мятежников на столицу обернётся войной. // Российская газета. 2 января 2013. Архивировано 8 февраля 2013. Дата обращения: 8 января 2013.
12. ↑  Лидер повстанцев провозгласил себя президентом ЦАР Архивная копия от 5 декабря 2020 на Wayback Machine // Лента.ру, 25 марта 2013.
13. ↑  Переворот в ЦАР: Самопровозглашённый президент сформировал новое правительство Архивная копия от 14 августа 2018 на Wayback Machine // Корреспондент, 1 апреля 2013.
14. 1 2  Комитет Совета Безопасности, учрежденный резолюцией 2127 (2013) по Центральноафриканской Республике. Дата обращения: 4 декабря 2022. Архивировано 17 ноября 2022 года.
15. ↑  Крутиков Е. Россия без боя занимает Африку. // РИА Новости (1 июня 2018). Дата обращения: 9 декабря 2018. Архивировано 9 декабря 2018 года.
16. ↑  Россия решила оказать африканской стране военную помощь. Дата обращения: 7 мая 2021. Архивировано 17 октября 2021 года.
17. ↑  Часть 4. Тайное завоевание Африки. Настоящее Время. Дата обращения: 27 апреля 2022. Архивировано 29 сентября 2020 года.
18. ↑  Россия и ЦАР подписали соглашение о военном сотрудничестве Архивная копия от 8 июня 2021 на Wayback Machine // РИА Новости, август 2018
19. ↑  Зачем России нужна военная база в центре Африки Архивная копия от 13 января 2019 на Wayback Machine // Взгляд, январь 2019
20. ↑  В МИД заявили, что РФ направила 300 военных инструкторов в ЦАР по просьбе её руководства Архивная копия от 11 августа 2021 на Wayback Machine // ТАСС, декабрь 2020
21. ↑  Российские военные инструкторы помогли освободить 30 городов в ЦАР Архивная копия от 10 июня 2021 на Wayback Machine // РИА Новости, март 2021
22. ↑  Пока достаточно: в МИД России назвали число инструкторов в ЦАР // Регнум, апрель 2021
23. ↑  Reconstruction de la Centrafrique: «la primeur aux entreprises russes» Архивная копия от 11 мая 2021 на Wayback Machine // Sputniknews, апрель 2021
24. ↑  СБ ООН единогласно принял резолюцию об отмене оружейного эмбарго в отношении ЦАР (рус.). Интерфакс. Интерфакс (30 июля 2024). Дата обращения: 30 июля 2024. Архивировано 30 июля 2024 года.
25. ↑  Перепись населения 2003 года (geohive). Дата обращения: 15 ноября 2016. Архивировано 19 апреля 2015 года.
26. ↑  Перепись населения 2003 года (citypopulation). Дата обращения: 15 ноября 2016. Архивировано 24 октября 2016 года.
27. ↑  САНГО • Большая российская энциклопедия - электронная версия. old.bigenc.ru. Дата обращения: 9 февраля 2023. Архивировано 9 февраля 2023 года.
28. ↑  Penser la francophonie (фр.). Agence universitaire de la francophonie et Université de Ouagadougou.
29. ↑  В Россотрудничестве заявили о поддержке изучения русского языка в ЦАР. В Россотрудничестве сообщили о намерении поддержать изучение русского языка в ЦАР. РИА Новости (2 декабря 2021). — «Ранее СМИ сообщили со ссылкой на решение президента Фостена-Арканжа Туадеры, что русский язык станет обязательным для преподавания в университетской среде ЦАР с 2022—2023 учебного года начиная с программ бакалавриата». Дата обращения: 2 декабря 2021. Архивировано 2 декабря 2021 года.
30. ↑  En Centrafrique, la langue russe deviendra une discipline obligatoire à l’université (фр.). Спутник (2 декабря 2021). — «Contrairement au chinois et à l’espagnol, la langue de Pouchkine sera enseignée dès la première année de licence et jusqu’au master. En tant que matière obligatoire, elle sera enseignée à la place de l’espagnol dont les professeurs se font rares dans le pays, précise l'agence.» Дата обращения: 2 декабря 2021. Архивировано 2 декабря 2021 года.
31. ↑  Голос России. В ЦАР разворачивается массовое преследование мусульман (9 февраля 2014). Дата обращения: 9 февраля 2014. Архивировано из оригинала 31 июля 2014 года.
32. ↑  Внешняя торговля ЦАР на https://atlas.media.mit.edu. Дата обращения: 11 января 2019. Архивировано из оригинала 16 октября 2017 года.
33. ↑  Центральноафриканская Республика | Импорт и Экспорт | Весь мир | Все товары | Стоимость (долл. США) и Изменение стоимости, г/г (%) | 2007 — 2018. Дата обращения: 29 декабря 2021. Архивировано 29 декабря 2021 года.
34. ↑  L’Assemblée nationale centrafricaine adopte une loi créant l’ORTCA. Дата обращения: 15 июня 2016. Архивировано 9 сентября 2016 года.
35. ↑  La radio et la télévision centrafricaine désormais sur satellite. Дата обращения: 15 июня 2016. Архивировано из оригинала 15 сентября 2016 года.